# Worldsat
Worldsat était un constructeur de terminaux numériques satellite et TNT. C'est une des sociétés du groupe français Hust, située à Aix-en-Provence.
Le 25/03/2018 la société a fait l'objet d'une fusion et son activité est reprise par la société Carrera.
Il conçoit et commercialise les marques DDREAM, Maestro, Cherokee, Impérial.